# Yokohama FC
Yokohama FC (jap. 横浜FC Yokohama Efu Shī) – japoński klub piłkarski występujący w J2 League. Klub ma swoją siedzibę w Jokohamie.

## Historia
Klub powstał 12 grudnia 1998, a ich pierwszego trenera Pierre Littbarski – mistrza świata w piłce nożnej (jako piłkarza) namówił ich prezes Yasuhiko Okudera.
Zaczynali w lidze Japan Football League, tam po 2 zdobytych mistrzostwach awansowali do J2 League. W sezonach 2001-2005 borykali się cały czas w środku tabeli. W sezonie 2006 zdobyli mistrzostwo tej ligi i wywalczyli awans do J1 League. Tam zajmując ostatnie 18 miejsce, znowu spadli do J2 League. W sezonie 2008 zajęli 10 miejsce w tej lidze. Jednak po 12 latach wywalczyli awans do J1 League, gdzie w pierwszym sezonie zajęli 15 miejsce, a rok później spadli do J2 League. Po roku wrócili do elity, lecz nie zawojowali ligi zajmując 18 miejsce jednocześnie wracając do 2 ligi.

## Menedżerzy
| Pierre Littbarski   | Niemcy   | 1999–2000 |
| Yoshikazu Nagai     | Japonia  | 2001      |
| Yūji Sakakura       | Japonia  | 2001      |
| Katsuyoshi Shintō   | Japonia  | 2001–2002 |
| Pierre Littbarski   | Niemcy   | 2003–2004 |
| Yusuke Adachi       | Japonia  | 2005–2006 |
| Takuya Takagi       | Japonia  | 2006–2007 |
| Júlio César Leal    | Brazylia | 2007      |
| Satoshi Tsunami     | Japonia  | 2008      |
| Yasuhiro Higuchi    | Japonia  | 2009      |
| Yasuyuki Kishino    | Japonia  | 2010–2012 |
| Motohiro Yamaguchi  | Japonia  | 2012–2014 |
| Miloš Rus           | Słowenia | 2015      |
| Hitoshi Nakata      | Japonia  | 2015      |
| Miloš Rus           | Słowenia | 2016      |
| Hitoshi Nakata      | Japonia  | 2016–2017 |
| Edson Tavares       | Brazylia | 2017–2019 |
| Takahiro Shimotaira | Japonia  | 2019–2021 |
| Shuhei Yomoda       | Japonia  | 2021-     |

## Osiągnięcia
- Mistrz Japonii (2x): 1999, 2000
- Mistrz J2 League (3x): 2006, 2019, 2022